# 124 pr. n. št.

## Smrti
- Artaban II. Partski, veliki kralj Partskega cesarstva, ki je vladal približno od 128-124 pr. n. št. (* ni znano)